# Una vita (film 2016)
Una vita (Une vie) è un film del 2016 diretto da Stéphane Brizé, adattamento cinematografico dell'omonimo romanzo del 1883 di Guy de Maupassant.
È stato presentato in concorso alla 73ª Mostra internazionale d'arte cinematografica di Venezia, dove ha vinto il Premio FIPRESCI tra i film del concorso.

## Trama
Normandia, 1819. Jeanne, giovane nobildonna francese, torna a casa dai genitori, i baroni Le Perthuis des Vauds, dopo aver trascorso finora la vita in un monastero, isolata dal mondo esterno. Sposa il nobile ma impoverito visconte Julien de Lamare, piena di idee giovanili sull'amore e le altre cose del mondo. Quando i suoi genitori le consegnano la loro proprietà, però, si trova costretta a confrontarsi con la dura vita di tutti i giorni e la realtà della condizione femminile dell'epoca, mentre anche la vita matrimoniale con Julien si rivela molto meno rosea di quanto avesse immaginato, a causa delle sue ripetute infedeltà.

## Produzione
Le riprese si sono svolte in Normandia nell'estate del 2015, a Pierrefitte-en-Auge e nei dintorni. Nel settembre 2015 si sono spostate a le Mesnil-sur-Blangy, dove si sono concluse.
Il film è girato interamente con la camera a mano e in 1,33:1, che, come nota Felix Bartels di Neues Deutschland nella sua recensione: «crea una prospettiva per il pubblico. Il pubblico è sempre limitato, soggettivo e interno».

## Promozione
Il trailer italiano è stato diffuso online il 19 maggio 2017.

## Distribuzione
Il film è stato presentato in anteprima il 6 settembre 2016 in concorso alla 73ª Mostra internazionale d'arte cinematografica di Venezia. È stato distribuito nelle sale cinematografiche belghe dal 16 novembre dello stesso anno e in quelle francesi dal 23 novembre seguente.
È stato distribuito nelle sale cinematografiche italiane a partire dal 1º giugno 2017 da Academy Two.

## Accoglienza
Gli è stato assegnato il Premio Louis-Delluc 2016.

## Riconoscimenti
- 2016 - Mostra internazionale d'arte cinematografica
  - Premio FIPRESCI (Concorso)
  - In concorso per il Leone d'oro
- 2017 - Premio César
  - Candidatura per la migliore attrice a Judith Chemla
  - Candidatura per i migliori costumi a Madeline Fontaine
- 2017 - Premi Lumière
  - Candidatura per il miglior film
  - Candidatura per il miglior regista a Stéphane Brizé
  - Candidatura per la miglior attrice a Judith Chemla
  - Candidatura per la miglior fotografia ad Antoine Héberlé
- 2018 - Premi Magritte
  - Candidatura per la miglior attrice non protagonista a Yolande Moreau